# Corbillos de los Oteros
Corbillos de los Oteros ist ein Ort und eine nordspanische Gemeinde mit 176 Einwohnern (Stand: 2024) in der Provinz León und der Region Kastilien-León. Neben dem Hauptort Corbillos de los Oteros gehören die Ortschaften Nava de los Oteros, Rebollar de los Oteros und San Justo de los Oteros zur Gemeinde.

## Lage und Klima
Corbillos de los Oteros liegt etwa 23 Kilometer südsüdöstlich von León im Nordwesten der Iberischen Meseta in einer Höhe von ca. 770 m. Der Río Esla fließt am westlichen Gemeinderand entlang.
Das Klima im Winter ist rau, im Sommer dagegen trocken und warm; der Regen (559 mm/Jahr) fällt überwiegend im Winterhalbjahr.

## Bevölkerungsentwicklung
| Jahr      | 1970 | 1981 | 1991 | 2001 | 2011 | 2021 |
| Einwohner | 685  | 558  | 392  | 297  | 229  | 191  |

Aufgrund der durch die Mechanisierung der Landwirtschaft und der Aufgabe von bäuerlichen Kleinbetrieben ausgelösten Landflucht ist die Bevölkerung des Dorfes seit der Mitte des 19. Jahrhunderts kontinuierlich gewachsen.

## Sehenswürdigkeiten

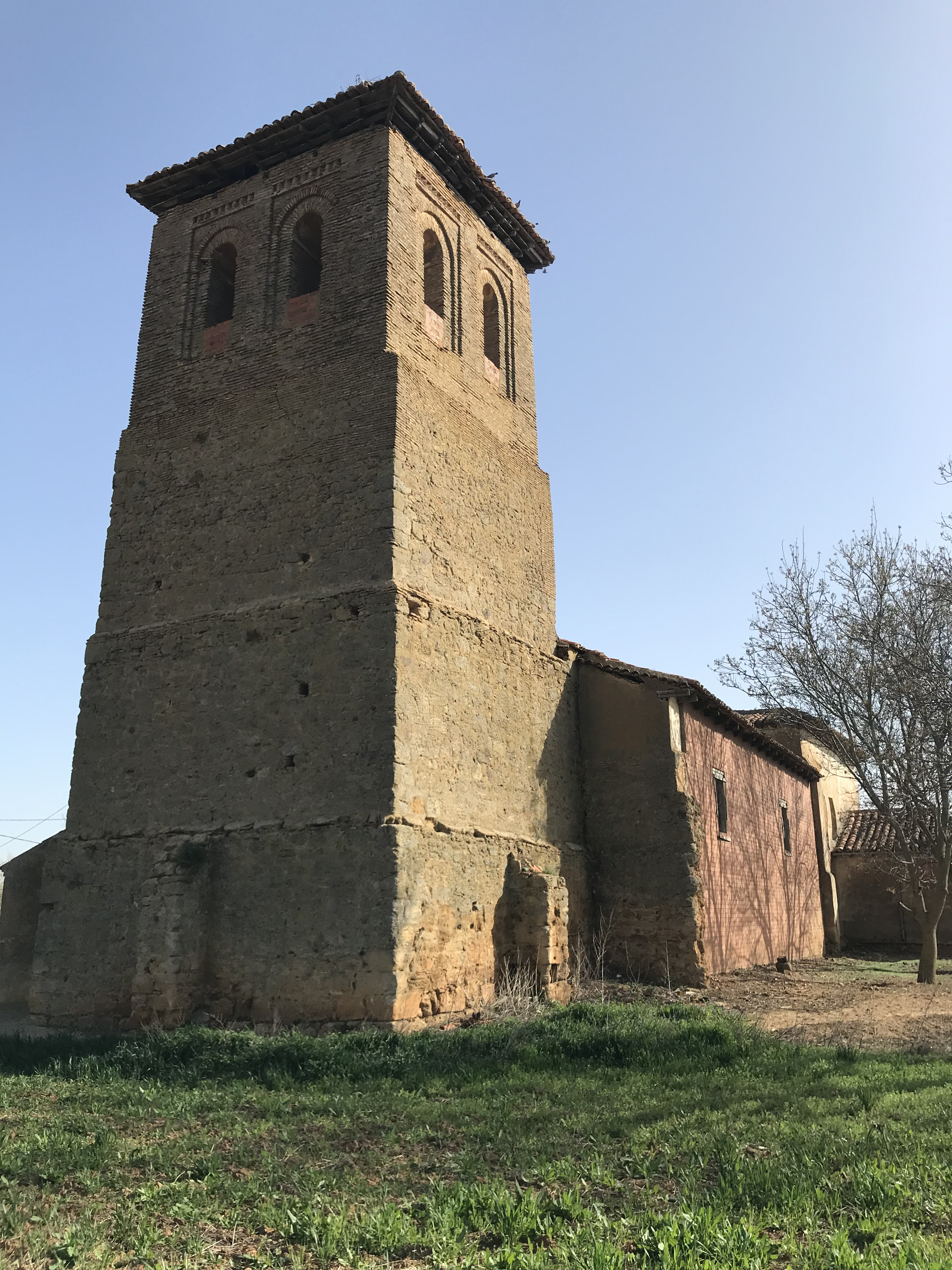
Kirche
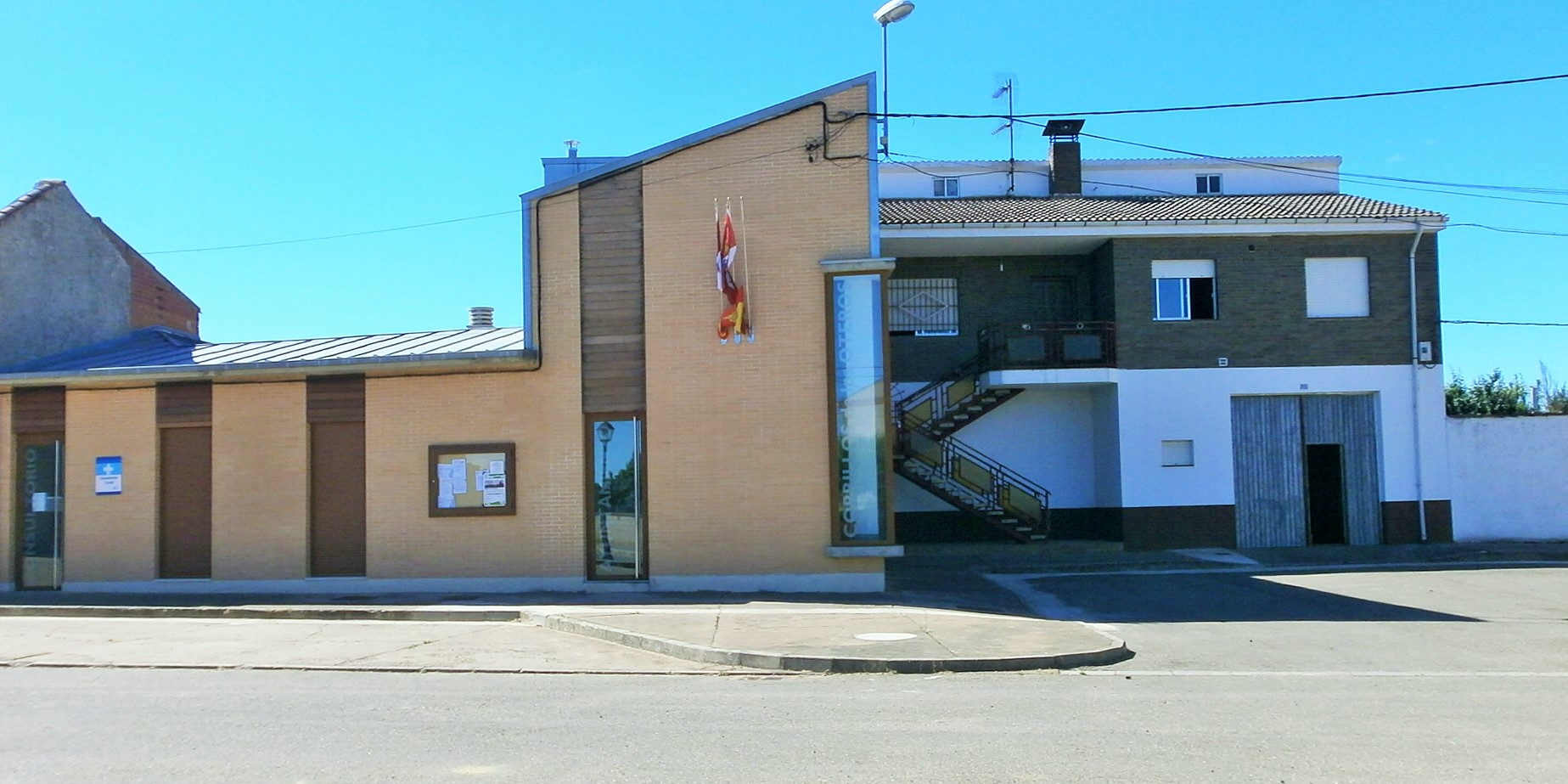
Rathaus

- Kirche
- Rathaus